# ポケメン!
『ポケメン!』（Pokemen）は、黒崎みのりが2010年から2011年にかけて、漫画雑誌のりぼん本誌と、その関連誌に連載して発表した漫画作品である。2011年には、単行本がRibon Mascot Comicsで、1巻完結で発行された。なお、ポケモンとは異なる。

## ポケメンについて
本作品の正式名称は『ポケメン!』であり、公式に「Pokemen」とも書く事は、単行本のカバーの表紙でも確認できる

。
この本作で言うポケメンとは

、ポケット男妖精の略称である

。
本稿では、これ以降、作品名については『ポケメン!』と記述し、作中の特殊用語として用いられた「ポケット男妖精」については、ポケメンという表記に統一する。

### 身体的特徴
本作の作者の黒崎は身長が148 cmと小柄だが

、ポケメンの身長は約13 cmと

、小柄な作者と比較しても11分の1程度しかない。このため、ヒトにポケメンは、しばしば虫と見間違われる

。しかしながら、ポケメン達の顔を見れば「小さなイケメン」と評価される。

### 能力
妖精だが、魔法は使えない

。ポケメンが持つ唯一の特殊能力は、ヒトの女性にキスをすれば、ヒトの成人程度のサイズに巨大化し、女子児童程度ならば担げる程の筋力も出せる能力である

。
ただし、この巨大化能力は10分間しか持続できず、10分間が経過すると元来の大きさに戻る

。

### 嗜好
基本的に、若いヒトの女性が好きである

。
また、一般に菓子が大好きという設定も存在する

。
作者の黒崎みのりは、幼少時にプリンの山に顔を突っ込んで食べてみたかったと書かれており、ポケメンならば、身体のサイズの関係で、そのような行為が可能である

。

### 生態
ポケメンは、居心地の良い人家では長く居付きたいとは考える
。しかし元来が、人家を転々と移住し続けて行く習性を有する

。なお、ポケメンの存在が、あまりも多くのヒトに知られて、地域で騒がれるようになった場合には、その地域には棲息し難くなるため、そうなった場合には、よそに移動してゆく

。

## 企画
ポケメンは『ポケメン!』という形で発表される前の企画構想の段階では、少しキャラクター性が違ったという。作者の黒崎は、構想当初のポケメンは「ちびっこ」だった点は変わらないながらも、実際に『ポケメン!』として発表した状態とは異なり「ギャング」をイメージしていたと明かした

。ポケメン達の名前も、ギャングをイメージしていた時点での設定の影響で、暗号名のように見えるように決定した

。また、ポケメン達の服装の色合いを、黒を基調にした理由も、ギャングをイメージしていたからである

。しかしながら「ちびっこ」とは言え「ギャング」では、作者が少し怖いと感じたために、かわいくなるように改良を加えた

。

## 発表状況
本作は、ストーリー漫画である。まず最初に雑誌連載の形で発表され、次いで単行本が刊行され、そして電子書籍のdownload販売が実施された。よって本節では、その順番に記述する。

### 雑誌連載
本作は、漫画雑誌の『夏の大増刊号 りぼんスペシャル レモン』の2010年版で、初めて発表された
。その後、漫画雑誌の『りぼん』の2010年9月号から連載が開始された。その連載は『りぼん』の2011年1月号に最終回が掲載されて終了した。

### 単行本と電子書籍としての発売
雑誌での連載終了後に、Ribon Mascot Comicsとして1冊にまとめられ、2011年1月14日に単行本として発売された。そして、2015年9月1日には電子書籍のRibon Mascot Comics DIGITALとしても発売された。なお、電子書籍版の『ポケメン!』は、カバーが1ページ目と数えられている。このような理由で、単行本と電子書籍とでは、ページ数が異なる

。

## 舞台
本作は、学制が小学校は6年制と定まって以降の日本のどこかの町を舞台として展開される

。
ただし、明記はされていないものの、2010年前後の話である可能性は有る

。
なお、主な舞台は、本作の主人公の蒼井このはの自宅と、彼女が通う小学校など、彼女の生活圏である

。
本作に登場するポケメン3人組は、蒼井このはの自宅に偶然に辿り着いた

。そして暫くの間、蒼井このはの自宅に住み付いた。
なお、作中のヒトにとって、ポケメンは「有り得ない」存在であり、多くのヒトに知られて、地域で騒がれるようになった場合には、その地域には棲息し難くなる

。すなわち、ポケメンが一般的には認知されていない世界観を有する舞台で、物語が展開される。

## あらすじ
ある日に、本作の主人公の蒼井このはの自宅に、ポケメン3人組が勝手に居付いてしまった。菓子が大好きなポケメン達は、蒼井このはの小使いを無断で使い込んで菓子を買い込んだ事を始めとして

、様々な問題を引き起こしてゆく。このため当初の蒼井このはは、勝手に住み付いたポケメン3人組を「手のかかるペット」などと評して

、疎んじていた。ただ、ポケメン3人組を「わがまま」だとは言いつつも

、次第にポケメン3人組と馴染んでいった

。最終的に蒼井このはは、ポケメンの1人のコンドルを「初恋の人」と評するまでに至った

。しかし、ポケメンの生態から明らかなように、最後には別れが待つ運命である。

## 主要な登場キャラクター

### 主人公
蒼井このは（あおい このは）
小学校6年生であり、所属クラスは、6年3組と見られる。周囲の者達からは、しっかり者の女子児童と見られている。基本的に、相手の都合を先に考える性格で、わがままになれない。
彼女の父親はアメリカ合衆国に単身赴任してきた。父親の都合を優先させてきたのだが、このはは寂しがり屋なので、この状況を我慢している形であった。一方で、彼女の母親は、小学校1年生の時に書き置きを残して姿を消した。このため、作品開始時点では、祖母と同居していた。ただ、本作終了直前に、祖母だけでなく父親とも同居する事が決まった。
なお、祖母は運動器の中で腰の状態が悪い。このためか、このはが買い物に行ったり、家での食事の支度をしたりしている描写も、作中に見られる。

### ポケメン
この節では、ポケメンについての節と、その従属節で解説した内容は、省略する。
コンドル
本作の主人公の蒼井このはによれば、わがままだが、照れ屋で優しい所も有るという。
フラミンゴ
作者によれば、彼の名前は鳥類のフラミンゴに由来するという。作者は、鳥類のフラミンゴを「ピンクですてきな鳥」と評した。このためなのか、フラミンゴの頭髪の色も、ピンク色である。また、既述の通り、フラミンゴの衣服も、他のポケメン達と同様に、黒色を基調としながらも、普段からマフラーのように見えるピンク色の布を身に付けている。このピンク色の布について、作者は「ストール」であると説明した。
チキン
作者によれば「臆病者」という意味で、チキンと命名したものの、その外見は成鳥ではなく、幼鳥のヒヨコだと評した。
なお、元々3人で行動していたわけではなく、コンドルとフラミンゴの2人のグループに、後でチキンが加わった。

### その他
宝田 REIKA（たからだ れいか）
蒼井このはと同じクラスに所属する女子児童の1人である。大きな一軒家に居住しており、両親は共働きである。
REIKAは、蒼井このはを毛嫌いしていた。ポケメンを知った後に、和解した模様である。